# طيطونية
الطِيطُونِيَّة أو البومة الصماء (الاسم العلمي: Tyto) جنس طيور من البوم الحقيقي وفصيلة الطيطونيات ورتبة البوميات. أنواعه سبعة عشر نوعًا.